# Pomacee

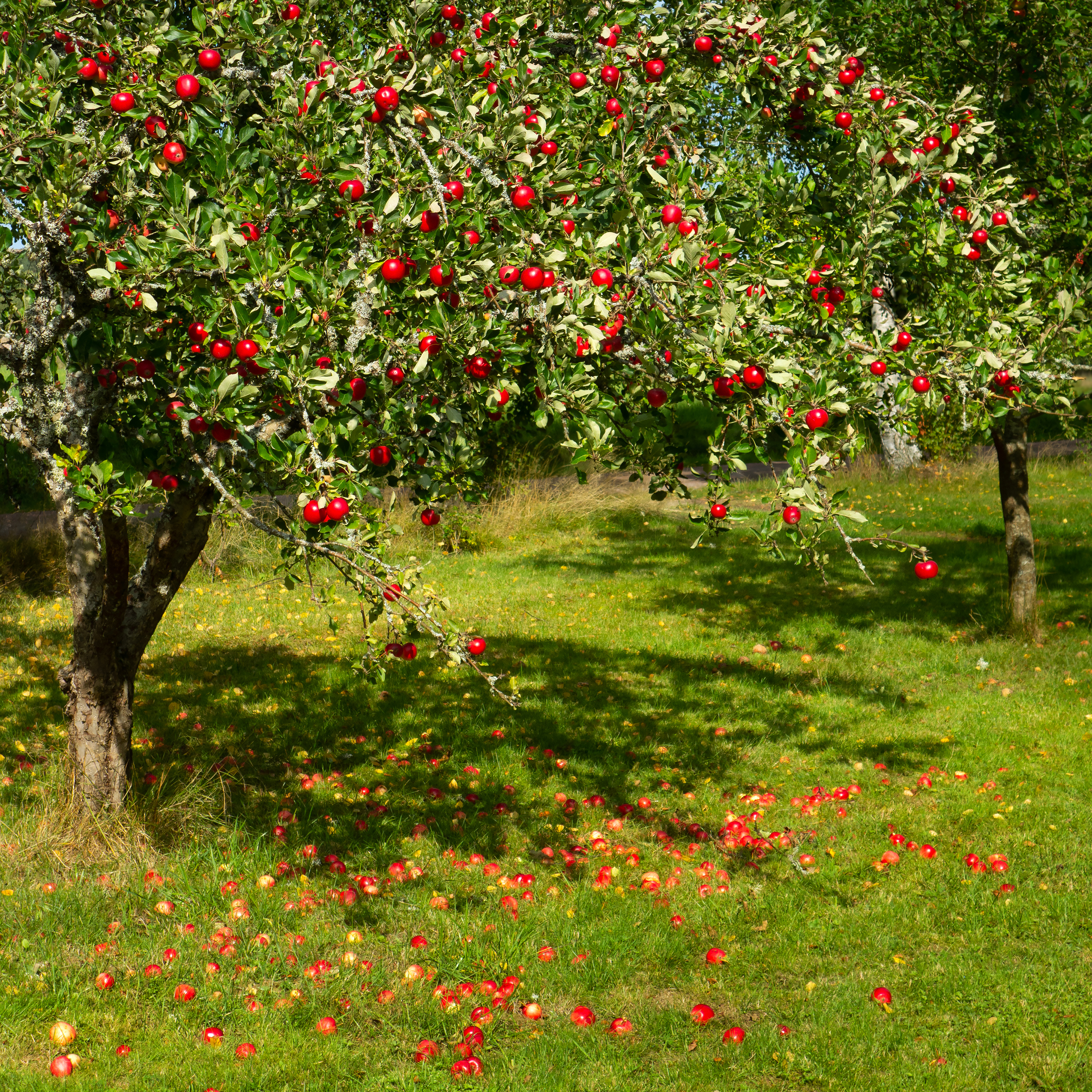
Il melo è un esempio di pomacea.

Pomacee è un termine tecnico usato in agronomia per indicare un raggruppamento (senza alcun valore sistematico) che include le piante da frutto che producono come frutto un pomo (esempi: melo, pero).
Appartengono alle Pomacee le seguenti specie: melo, pero, nashi, cotogno, nespolo comune, nespolo del Giappone, sorbo domestico, azzeruolo.

## Raggruppamenti
Le pomacee (o pomaceae) appartengono alla famiglia delle Rosaceae e alla sottofamiglia delle Maloideae; sotto l'aspetto botanico, le pomacee non si identificano a rigore con le Maloideae, perché questa sottofamiglia comprende anche altre specie che non hanno interesse per la frutticoltura. Alle Rosaceae appartengono anche le drupacee, che però sono comprese nella sottofamiglia delle Prunoideae.

## Caratteristiche
Le gemme delle pomacee possono essere di due tipi: vegetative (o a legno) e miste (riproduttive). Le prime producono un germoglio solo vegetativo ovvero privo di fiori e quindi privo di frutti. Le gemme miste danno un germoglio misto con fiori (od infiorescenze) e parti vegetative come le foglie.